# Direction générale de la Sécurité extérieure
Pour les articles homonymes, voir DGSE.
Ne doit pas être confondu avec Direction générale de la Sécurité intérieure.
La direction générale de la Sécurité extérieure ou DGSE parfois simplement appelée Sécurité extérieure (SE), est le service de renseignement de la France depuis 1982, succédant au Service de documentation extérieure et de contre-espionnage (SDECE).
Elle est chargée de l'acquisition du renseignement et de mener des opérations clandestines hors du territoire français. Ses missions sont de protéger les intérêts vitaux de la nation et d'agir dans le domaine de l'anti-terrorisme. Elle a une importante activité en intelligence économique.
La DGSE fait partie des six services spécialisés de renseignement faisant partie de la communauté nationale du renseignement. Ses activités sont encadrées depuis 2013 par l'inspection des services de renseignement et depuis 2007 par la délégation parlementaire au renseignement.
Son directeur est nommé par le Président de la République et elle dépend du Ministère des Armées. La DGSE est dirigée depuis le 9 janvier 2024 par Nicolas Lerner. Sa devise serait « Partout où nécessité fait loi » qui exprime l'impératif de la raison d'État.

## Histoire
La DGSE est bâtie sur la structure du Service de documentation extérieure et de contre-espionnage (SDECE), fondé en 1945, qui lui-même était construit sur la fusion du Bureau central de renseignements et d'action du général de Gaulle et des éléments des services de renseignement de l'armée de Vichy devenus giraudistes après le débarquement allié en Afrique du Nord.
Le SDECE est renommé en DGSE et restructuré à la demande du président François Mitterrand.

## Rôle
Les missions générales de la DGSE sont définies par les articles D.3126-1 à D.3126-4 du code de la Défense, qui disposent notamment que le service « a pour mission, au profit du gouvernement et en collaboration étroite avec les autres organismes concernés, de rechercher et d'exploiter les renseignements intéressant la sécurité de la France, ainsi que de détecter et d'entraver, hors du territoire national, les activités d'espionnage dirigées contre les intérêts français afin d'en prévenir les conséquences ».
Avant le décret du 2 avril 1982 qui a procédé à son changement d'appellation sans que les personnels soient changés ni mutés, cet organe portait le nom de Service de documentation extérieure et de contre-espionnage (SDECE).
Les activités de la DGSE sont :
- la recherche et le recueil du renseignement :
  - d'origine humaine (agents, « honorables correspondants », etc.) via une centaine de postes à l'étranger et en diligentant 1 500 à 1 800 missions annuelles[6],
  - d'origine opérationnelle : copie de documents, piégeage d'un système de communication[7],
  - d'origine technique :
    - interceptions électromagnétiques : « Frenchelon » et le « Pôle national de cryptanalyse et décryptement » (PNCD)[8],[9],
    - renseignement d'origine image : satellite Helios,
    - surveillance de réseaux informatiques grand public[10],

  - d'origine source ouverte[11],
  - échanges du renseignement entre services, français ou étrangers[11],
- l'analyse et l'exploitation du renseignement ;
- les opérations clandestines (dont la gestion du patrimoine clandestin).

Le contre-espionnage sur le territoire français n’est pas assuré par la DGSE mais par la direction générale de la Sécurité intérieure (DGSI), placée sous l’autorité du ministère de l’Intérieur.
La DGSE est membre de la communauté nationale du renseignement.

## Organisation
Lorsque le SDECE est renommé DGSE en avril 1982, il est structuré depuis la réorganisation de Pierre Marion l'année précédente en quatre grandes divisions : la division des affaires financières et générales (DAFG), la division de la recherche (DR) qui regroupe tous les moyens humains, techniques et opérationnels de recherche du renseignement, la division du contre-espionnage (DCE) et la division action (DA). Le service de sécurité interne est rattaché à la direction générale.
Au printemps 1983, le nouveau directeur général, l'amiral Pierre Lacoste, réorganise la DGSE : la direction générale chapeaute désormais trois directions : la direction de l'administration générale (DAG), la direction de la recherche (DR) et la direction technique (DT). Les anciennes division du contre-espionnage et division action redeviennent des services, qui sont rattachés à la DR. Le service de sécurité interne reste attaché à la direction générale.
En juillet 1989, Claude Silberzahn met en place une nouvelle réorganisation de la DGSE : désormais, la direction générale (DG) chapeaute cinq directions :
- la direction de l'administration (DA) ;
- la direction des opérations (DO) ;
- la direction du renseignement (DR) ;
- la direction de la stratégie (DS) ;
- la direction technique (DT).

Une nouvelle réorganisation a lieu en 2022, qui voit notamment la suppression des directions du renseignement et de la stratégie et la création de centres de missions par thématique ou par géographie qui sont chargés de « rechercher et d'exploiter le renseignement ». La DGSE comprend donc désormais :
- le secrétariat général pour l'analyse et la stratégie (SGAS) ;
- la direction de l'administration (DA) ;
- la direction de la recherche et des opérations (DRO) ;
- la direction technique et de l'innovation (DTI) ;
- la direction de la sécurité et de la protection ;
- des centres de missions.

### Direction générale
Le directeur général de la Sécurité extérieure a sous son autorité directe :
- le cabinet ;
- le service de l’inspection générale qui évalue et conseille l'ensemble des structures de la direction générale de la Sécurité extérieure ;
- le service de sécurité ;
- le service des liaisons extérieures qui gère, coordonne et assure le suivi de l'ensemble des relations de la direction générale de la Sécurité extérieure avec ses partenaires[γ] ;
- le centre de situation, créé en 2000[16] ou 2001[7], chargé de traiter les crises en temps réel : il a pour but de rassembler le renseignement de toutes sources et de permettre au directeur général de diriger la recherche et la production du renseignement.

Le directeur général de la Sécurité extérieure est un haut fonctionnaire civil ou militaire.
| Directeur général              | Grade ou statut                                     | Décret de nomination | Décret de nomination | Photo |
| ------------------------------ | --------------------------------------------------- | -------------------- | -------------------- | ----- |
| Pierre Marion                  | ancien directeur général d'une entreprise nationale | 22 juin 1981         | [ a ]                |       |
| Pierre Lacoste                 | amiral                                              | 12 novembre 1982     | [ b ]                |       |
| René Imbot                     | général d'armée                                     | 25 septembre 1985    | [ c ]                |       |
| François Mermet                | général de corps aérien                             | 2 décembre 1987      | [ d ]                |       |
| Claude Silberzahn              | préfet                                              | 23 mars 1989         | [ e ]                |       |
| Jacques Dewatre                | préfet                                              | 4 juin 1993          | [ f ]                |       |
| Jean-Claude Cousseran          | ambassadeur de France                               | 14 février 2000      | [ g ]                |       |
| Pierre Brochand                | ambassadeur de France                               | 25 juillet 2002      | [ h ]                |       |
| Erard Corbin de Mangoux        | préfet                                              | 9 octobre 2008       | [ i ]                |       |
| Bernard Bajolet                | ambassadeur de France                               | 11 avril 2013        | [ j ]                |       |
| Jean-Pierre Palasset (intérim) | général de corps d'armée                            | 27 avril 2017        | [ k ]                |       |
| Bernard Émié                   | ambassadeur de France                               | 26 juin 2017         | [ l ]                |       |
| Nicolas Lerner                 | préfet                                              | 9 janvier 2024       | [ m ]                |       |

### Direction de l'administration
« La direction de l'administration est chargée des missions d'administration générale et de soutien administratif et logistique de la direction générale de la sécurité extérieure, de la préservation des informations stratégiques et de la conservation des archives. »
Elle comprend cinq services :
- le service de la gestion des ressources humaines ;
- le service de la formation ;
- le service des achats et des finances ;
- le service des affaires immobilières ;
- le service du soutien opérationnel et logistique.

| Nom                  | Date de nomination                           | Date de nomination |
| -------------------- | -------------------------------------------- | ------------------ |
| Michel Kuhnmunch     | juillet 1981                                 | [ 17 ]             |
| Philippe Parant      | printemps 1983                               | [ 13 ]             |
| Alain Frouté         | 1er août 1986                                | [ 18 ]             |
| Jean-Claude Tressens | juillet 1989                                 | ,                  |
| Henri-Paul Trollé    | en poste « depuis plusieurs années » en 2000 | [ 20 ]             |
| Pierre Pouëssel      | de juin 2008 à 2015                          | [ 21 ]             |
| Charles Moreau       | janvier 2016                                 | [ 22 ]             |
| Antoine Guérin       | août 2019                                    | [ 23 ]             |

### Direction de la recherche et des opérations
« La direction de la recherche et des opérations est responsable, du développement et de la préparation des moyens de recherche et d'action nécessaires à l'exécution des missions. »

### Direction technique et de l'innovation
« La direction technique et de l'innovation est responsable, dans les domaines techniques, du développement et de la préparation des moyens nécessaires à l'exécution des missions. »
En 2000, la direction technique était organisée en trois services :
- le service technique de recherche (STR) : renseignement d’origine électromagnétique, pénétration informatique, chiffrement et décryptage ;
- le service informatique et communication (SIC) ;
- le service technique d'appui (STA) : soutien technique, techniques spéciales, renseignement d’origine image et gestion des marchés publics de la DT.

Même si sa mission est restée la même, l'organisation de la direction technique a évolué. Depuis 2012, la direction technique se compose ainsi de trois divisions :
- la division des systèmes d'information et du support ;
- la division des technologies du renseignement ;
- la division production et actions de renseignement technique[γ].

| Nom                             | Date de nomination | Date de nomination |
| ------------------------------- | ------------------ | ------------------ |
| Henri Serres                    | printemps 1983     | [ 25 ]             |
| Jérôme Ventre                   | 1989               | [ 26 ]             |
| Jean-François Sillière          | 22 mai 1996        | ,                  |
| Général de brigade Yves Mathian | 2001               | ,                  |
| Bernard Barbier                 | 13 juillet 2006    | [ n ]              |
| Patrick Pailloux                | 17 février 2014    | [ o ]              |
| Frédéric Valette                | 2022               | [ 30 ]             |

### Secrétariat général pour l'analyse et la stratégie
« Le secrétariat général pour l'analyse et la stratégie assure la cohérence de l'activité de la direction générale de la sécurité extérieure en matière de diffusion des renseignements et de liaison avec les services et organismes concernés. Il est responsable, en matière d'analyse et d'exploitation du renseignement, du développement et de la préparation des moyens nécessaires à l'exécution des missions ».

### Anciennes directions

#### Direction du renseignement
Dissoute en 2022, « la direction du renseignement [était] chargée de rechercher et d'exploiter les renseignements intéressant la sécurité de la France, de détecter et d'entraver, hors du territoire national, les activités d'espionnage dirigées contre les intérêts français afin d'en prévenir les conséquences, d'assurer les liaisons nécessaires avec les autres services ou organismes concernés et de fournir la synthèse des renseignements dont elle [disposait] ».
La direction du renseignement exploitait le renseignement quelle que soit son origine (humaine, opérationnelle et technique) et supervisait la recherche par moyens humains. Considérée comme le cœur de la DGSE, elle regroupait environ un tiers des effectifs.
Les analystes qui y travaillaient avaient notamment pour tâche de réunir des informations, qui faisaient l'objet d'environ 7 000 diffusions par an. Ces fiches du renseignement pouvaient « être transmises à 124 destinataires (président de la République, ministère des Armées, Premier ministre…) pour aider ces décideurs politiques à prendre leurs décisions et entraver les diverses menaces internationales ».

##### Organisation jusqu'à l'an 2000
Jusqu'à l’an 2000, la DR était organisée comme suit :
- le service de Recherche (SR), chargé de la recherche du renseignement, organisé en secteurs géographiques (secteur Monde arabe, secteur Afrique (N)[34], etc.), thématiques (renseignement militaire) ou opérationnels (avant la création de la direction des opérations). Les secteurs géographiques étaient sous-divisés en sous-sections d’exploitation, qui s’organisent selon une filière Recherche (gestion du recrutement et de la manipulation des sources) et une filière Exploitation (traitement des informations et production de notes de renseignement) ;
- le Contre-Espionnage (CE), chargé de la surveillance des services adverses, de détecter en particulier leurs actions contre le SDECE/DGSE, et de contrôler les sources clandestines du SR pour éviter une intoxication. Ces missions comprennent le recrutement de sources humaines spécifiques, notamment d'agents doubles. Le soutien clandestin de services secrets étrangers à des mouvements de guérilla et terroristes a entraîné l’extension des activités du CE au renseignement sur ces mouvements[35].

Les officiers traitants (OT) de la DGSE agissent généralement sous couverture, parfois sous fausse identité, soit en étant affecté à un poste à l’étranger, soit en mission de courte durée. Les postes de la DGSE à l’étranger sont rattachés aux secteurs géographiques du SR pour des raisons administratives et fonctionnelles, mais la direction générale a prééminence sur eux, car ils ont aussi à traiter des questions dépassant le cadre de leur secteur d’appartenance (affaires transcontinentales, transdisciplinaires ou relations avec des services étrangers). Ces postes sont généralement situés dans les ambassades françaises.

##### Réforme de l'an 2000
En 2000, la direction du renseignement est réorganisée pour donner naissance à deux services, le service de renseignement politique (SRP), avec à sa tête Vincent Nibourel, et le service de renseignement de sécurité (SRS), spécialisé en matière de contre-criminalité, de contre-espionnage, de contre-prolifération d'armes de destruction massive et de contre-terrorisme et dont le premier directeur fut Alain Chouet jusqu’en 2002. Dans cette nouvelle organisation, les postes à l’étranger reçoivent des instructions des deux services. Un département central de la recherche (DCR) a ensuite été créé pour diriger les postes.
La DR comprend également un service des relations extérieures (Serex), renommé par la suite service des liaisons, chargé d’entretenir les relations avec les services de renseignement étrangers.
Alliance Base, service de contre-terrorisme mis en place par Jacques Chirac, alors président de la République, au lendemain des attentats du 11 septembre 2001, qui s’occupait d’opérations conjointes avec la Central Intelligence Agency (CIA) et d’autres services étrangers, a été dissous à l'été 2009.
La DGSE est néanmoins réorganisée en 2012. Le directeur du renseignement est désormais assisté d'un adjoint qui le supplée en cas d'absence ou d'empêchement, d'un adjoint chargé de la recherche et d'un adjoint chargé de l'exploitation. La direction du renseignement se compose de quatre services :
- le service de contre-prolifération ;
- le service de contre-terrorisme ;
- le service de sécurité économique ;
- le service de renseignement géopolitique et de contre-espionnage[γ].

| Nom                     | Date de nomination | Date de nomination |
| ----------------------- | ------------------ | ------------------ |
| Jacques Sylla Fouilland | septembre 1980     | [ 41 ]             |
| Roger Émin              | printemps 1983     | [ 13 ]             |
| Jean Pons               | avril 1987         | [ 42 ]             |
| Michel Lacarrière       | juillet 1989       | [ 14 ]             |
| André Le Mer (intérim)  | octobre 1999       | [ 43 ]             |
| Jean-Pierre Pochon      | mars 2000          | [ 44 ]             |
| Alain Juillet           | 2002               | [ 45 ]             |
| André Le Mer            | 31 décembre 2003   | [ p ]              |
| Patrick Calvar          | 24 décembre 2009   | [ q ]              |
| François Sénémaud       | 6 septembre 2012   | [ r ]              |
| Marc Pimond             | 2016               | [ 46 ]             |

#### Direction des opérations
Elle est née de la volonté de Claude Silberzahn de placer le service Action dans un ensemble plus vaste qui « outre l'action clandestine, est en charge de l'ensemble de la recherche du renseignement par voie opérationnelle ».
En 2015, la direction des opérations comprenait les services suivants :
- le service Action (SA), chargé de la planification et de la mise en œuvre des opérations clandestines ;
- le service Mission (DO SM[24]), chargé de la recherche de renseignement par moyens humains (officiers traitants) dans les zones où la DGSE n’a pas de poste normal[47],[48] ;
- le service Assistance (DO ASS), spécialisé dans la formation de services spéciaux étrangers[24] ;
- le service Opérations (SO), spécialisé dans le vol d’informations étrangères mais sur le territoire français (cambriolage de chambres d'hôtels, surveillance de courrier, ouverture de valise diplomatique, etc.)[49]. Ce service a porté les noms successifs de section des opérations spéciales (ou section 25 2/4) attachée au service de Recherche (SR), puis Service 7[50], service KY[51], service Y[52], service X[53] et enfin service Opérations.

| Directeur des opérations           | Date de nomination | Date de nomination |
| ---------------------------------- | ------------------ | ------------------ |
| Général Jean Heinrich              | 1989               | [ 54 ]             |
| Général Pierre-Jacques Costedoat   | septembre 1991     | [ 55 ]             |
| Général Dominique Champtiaux       | juillet 1997 ?     | [ 56 ]             |
| Général Xavier Bout de Marnhac     | mars 2000          | [ 44 ]             |
| Général Didier Bolelli             | 24 novembre 2004   | [ s ]              |
| Général Christophe Rastouil        | 20 juin 2008       | [ t ]              |
| Général Éric Bucquet               | 20 août 2012       | [ u ]              |
| Général Pierre Liot de Nortbecourt | juillet 2018       | [ 57 ]             |
| Général Corentin Lancrenon         | juin 2022          | [ 58 ]             |

#### Direction de la stratégie
Cette direction est créée par Claude Silberzahn en 1989.
En 2015, la direction de la stratégie comprenait les services suivants :
- le service Liaisons internationales ;
- le service Liaisons nationales ;
- le service Mission Prospective[1].

Les directeurs de la stratégie proviennent toujours du ministère des Affaires étrangères (ministres plénipotentiaires de 2e classe).
| Directeur de la stratégie | Date de nomination | Date de nomination |
| ------------------------- | ------------------ | ------------------ |
| Jean-Claude Cousseran     | 1989               | [ 54 ]             |
| Patrick Gautrat           | 1992               | [ 59 ]             |
| Guy Azaïs                 | 27 octobre 1993    | [ 60 ]             |
| Bruno Joubert             | 1997               | [ 61 ]             |
| François-Xavier Deniau    | 2002               | [ 45 ]             |
| Pascal Teixeira da Silva  | 3 août 2005        | [ v ]              |
| Rémi Maréchaux            | 3 août 2010        | [ w ]              |
| Christophe Bigot          | 22 août 2013       | [ x ]              |
| Martin Briens             | mai 2016           | [ 62 ]             |
| Nicolas Niemtchinow       | juin 2017          | [ 63 ]             |

### Bureau des affaires réservées
Créée dans les années 1950, cette unité ultra-secrète qui ne rendait compte qu’au directeur de la DGSE a été impliquée dans la tentative d'extorsion de fonds à l'encontre d'Alain Duménil en 2016 à l'aéroport Charles-De-Gaulle. Le scandale a donné lieu, en octobre 2024, au renvoi, devant le tribunal du patron de la DGSE de 2013 à 2017, Bernard Bajolet pour « complicité de tentative d’extorsion » et « atteinte arbitraire à la liberté individuelle par personne dépositaire de l’autorité publique ». Il comparaîtra les 6 et 7 novembre 2025 en correctionnelle à Bobigny.

## Infrastructures

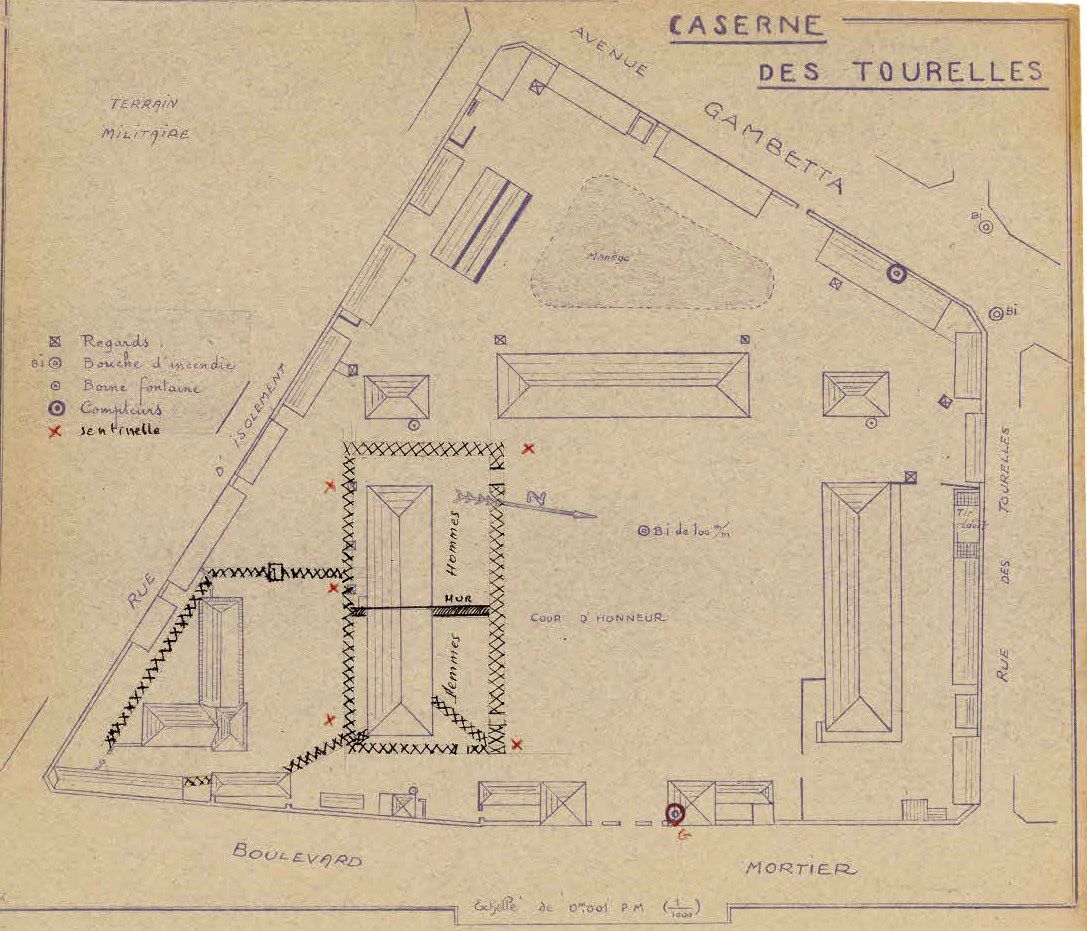
Plan de la caserne des Tourelles, camp d’internement pendant la Seconde Guerre mondiale. En 1947, la caserne devient le siège du service de documentation extérieure et de contre–espionnage (SDECE), puis en 1982 de la direction générale de la sécurité extérieure (DGSE). Archives nationales de France.

Le siège de la DGSE occupe deux anciennes casernes qui se font face de part et d'autre du boulevard Mortier à Paris, la caserne des Tourelles (officiellement désigné Centre administratif des Tourelles - CAT) et la caserne Mortier (garnison de l'ancien 1er régiment du train) à proximité de la porte des Lilas, dans le 20e arrondissement (48° 52′ 28″ N, 2° 24′ 25″ E). Son adresse est le 141, boulevard Mortier. Les membres de la DGSE le désigneraient sous le nom de « centrale » ou « Mortier ». Les médias l'ont surnommé la « piscine » en raison de sa proximité avec la piscine des Tourelles, tandis que le surnom donné à l'intérieur de la DGSE serait plutôt « la boîte ».
Le quartier général du service Action est au fort de Noisy à Romainville. L'unité qui regroupe le personnel militaire affecté à la DGSE est le 44e régiment d'infanterie (changement d'appellation du 89e Bataillon des services).

### Le projet avorté Fort 2000

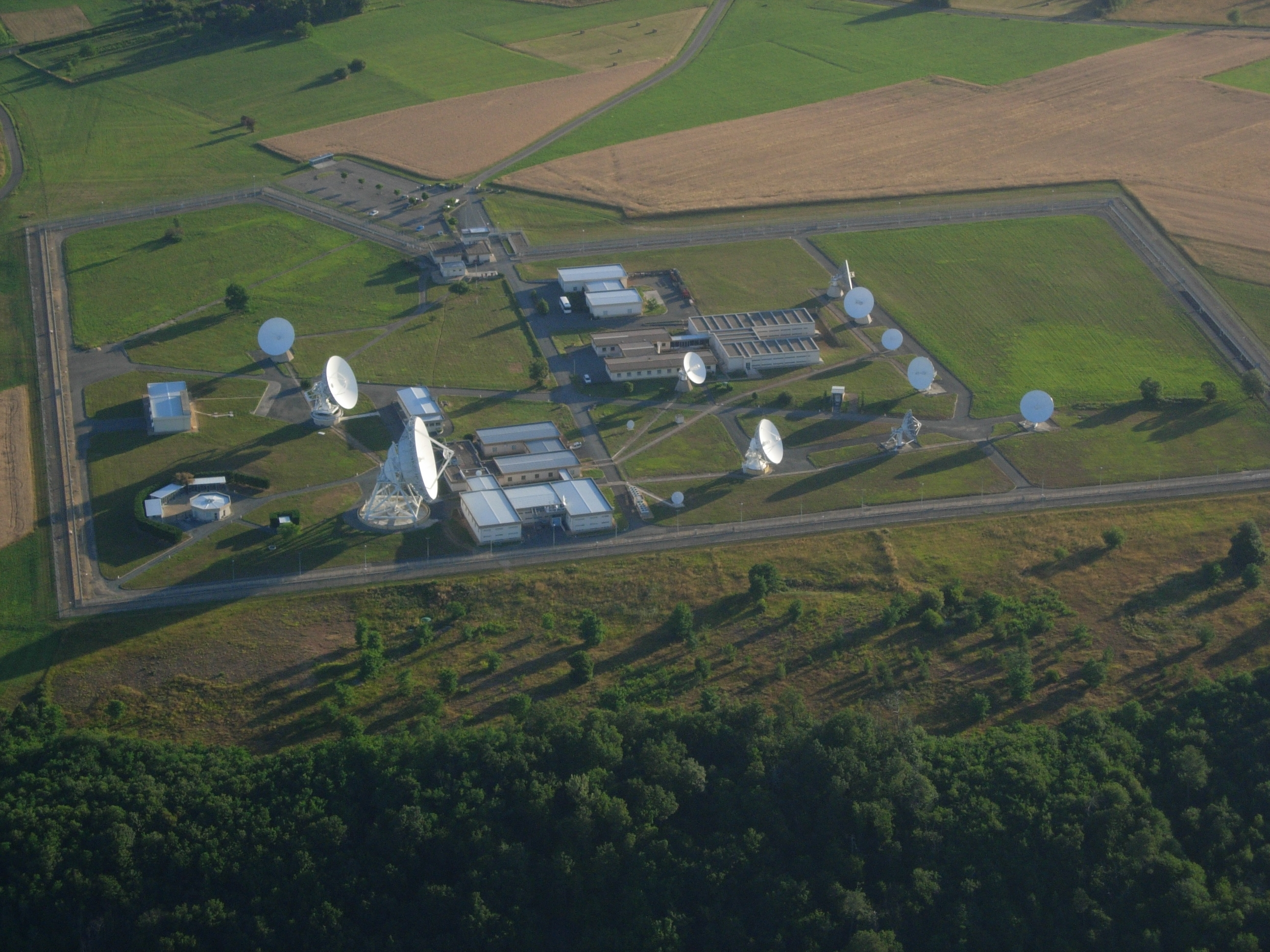
Site d'écoute électronique de Domme, dans le Périgord.

Le projet « Fort 2000 », lancé en 1992, doit permettre de déménager le siège de la DGSE au fort de Noisy-le-Sec à Romainville. Cependant, celui-ci est perturbé par le manque de budget : les crédits d’études ne sont débloqués dans le budget de la défense qu’en 1994, suivis des crédits des premiers travaux en 1995.
Le financement du projet est revu à la baisse, passant de deux milliards de francs à un milliard, et subit l'opposition des riverains du fort qui craignaient les nuisances sonores dues à l’augmentation des survols d’hélicoptères, ainsi que de mouvements écologistes, car la zone du fort abrite une espèce rare de crapaud (le Bufo Calamita). Finalement, le projet est abandonné en mai 1996 après une décision du ministre de la Défense Charles Millon. À la place, la DGSE reçoit la caserne Mortier, occupée par le 1er régiment du train, située en face du siège de la DGSE dans la caserne des Tourelles.
Le boulevard Mortier séparant les deux casernes étant dangereux pour les piétons, un tunnel est creusé sous ce dernier pour faciliter les mouvements du personnel.
La DGSE partage en outre certaines de ses bases vouées au renseignement d'origine électromagnétique (ROEM) avec le Service fédéral de renseignement allemand (Bundesnachrichtendienst ou BND), comme à Kourou, en Guyane française, et gère certaines de ses installations avec la direction du Renseignement militaire (DRM).

### Déménagement annoncé pour le fort Neuf de Vincennes
Lors d'une visite le 6 mai 2021 dans les locaux du boulevard Mortier, le président Emmanuel Macron annonce le déménagement de la DGSE au fort Neuf de Vincennes, situé à Paris dans le 12e arrondissement. Le projet initial devait voir les travaux commencer en 2024 et le transfert être achevé en 2028, pour un coût de 1,3 milliard d'euros. Cependant, en raison de la hausse des coûts de construction et de l'inflation, le projet voit son calendrier allongé dans une optique de maîtrise financière. Le nouvel agenda prévoit le démarrage des travaux en 2025 et porte ainsi la livraison de l’opération à l’année 2030. Le surcoût du projet est estimé à 184,8 millions d’euros, soit 17 % du projet initial. La DGSE doit alors disposer de 130 000 m2 de locaux (bureaux, restaurants, amphis, salle de sport...), répartis sur une surface de 20 ha.
Le nouveau site accueillera des plateaux techniques partagés avec d'autres agences de renseignement, comme la direction du Renseignement militaire (DRM), la direction du renseignement et de la sécurité de la Défense (DRSD) et le Commandement de la cyberdéfense (COMCYBER).

## Personnel
En 2018, la DGSE employait 5 586 agents à temps plein hors service action ; en 2019, environ 7 000 fonctionnaires au total, dont environ 1 000 militaires au Service action. En 2018, ses effectifs se répartissaient ainsi :
- 2 435 personnels de catégorie A, dont au moins 558 officiers[72],
- 1 766 personnels de catégorie B, dont au moins 750 sous-officiers,
- 1 179 personnels de catégorie C,
- 17 militaires du rang.

En 1990, les effectifs sont de 33 % des militaires, et le reste de civils.
En 2019, les effectifs sont ainsi établis : 27 % de militaires, 50 % de fonctionnaires civils, 23 % de contractuels.
Les fonctionnaires de la DGSE relèvent ou relevaient d'un statut autonome régi par l'article 2 de la loi no 53-39 du 3 février 1953 relative au développement des crédits affectés aux dépenses de fonctionnement des services civils pour l'exercice 1953 (Présidence du Conseil). Il fut complété par le décret du 1er septembre 1954 non publié au Journal officiel. En 2015 a été adopté un nouveau statut, qui confirme notamment l'interdiction de l'exercice du droit de grève, du droit syndical et, « dans l'exercice d'activités ou de missions opérationnelles », du droit de retrait. Le personnel est néanmoins représenté par des élus au sein de deux instances : le Centre d'entraide social et culturel (qui publie le journal interne, L'Échauguette) et le Comité du dialogue social. À partir de 2024, le statut de 2015 est modifié et le Comité du dialogue social remplacé par un comité social d'administration : la DGSE se rapproche ainsi de l'organisation des autres administrations de l'État à cet égard.
Le personnel est en majorité masculin : en 2012, les femmes ne représentent que 20 % des effectifs et sont peu présentes aux postes de management. En 2015, elles comptent pour 26 % des agents et, en 2016, on ne compte qu'une femme parmi les directeurs. Par ailleurs, peu de personnes originaires de l'immigration récente sont recrutées. Enfin, si les militaires constituent 30 % de l'effectif (hors service action), ils constituent environ 50 % de la hiérarchie.
La DGSE bénéficie également d’un réseau de correspondants bénévoles, basés en France ou à l’étranger, appelés « honorables correspondants ». De 2009 à 2014, la loi de programmation militaire établie d'après le Livre blanc sur la Défense prévoit l'augmentation des effectifs de la DGSE de près de 690 personnes.
En 2019, les effectifs de la DGSE s'élevaient à environ 6 000 agents (hors service action). En 2015, le plafond d'emploi est fixé à 5 843, pour 5 161 ETPT réalisés. La loi de programmation militaire 2014-2019 a successivement prévu le recrutement de 284 agents, puis de 185 nouveaux agents (après les attentats de janvier 2015), auxquels devraient encore s'ajouter 140 agents dans le cadre de l'ultime révision de la LPM, qui prévoit 650 nouveaux postes pour les services de renseignement du ministère de la Défense (DRM, DRSD et DGSE). Les effectifs de la DGSE prévus pour 2019 sont de 5 840 agents.
La DGSE recrute son personnel civil titulaire selon des modalités semblables à celles du reste de la fonction publique française. Cependant, tout candidat est testé sur son habilitation à connaître des informations classifiées. Une série d'enquêtes est menée sur chaque candidat et son environnement pour identifier le potentiel de fuite d'information de chaque future recrue. Outre les concours de la fonction publique, le recrutement de la DGSE soumet plusieurs autres tests aux candidats avant de peut-être les embaucher : épreuves théoriques, journée entière de tests et d'entretiens psychologiques, longue enquête de moralité. L'habilitation secret défense est délivrée aux candidats ayant passé ces tests avec succès.
Le recrutement se fait à 50 % par les concours de la fonction publique, dans les trois catégories (A, B et C). Un quart des recrues est issue de candidatures spontanées qui ont ensuite un statut de contractuel de trois ans renouvelable une fois. Enfin, le dernier quart est recruté au sein du personnel militaire.
Pour répondre à des besoins spécifiques de recrutement, la DGSE noue des partenariats avec des filières de formation. Par exemple, depuis 2017, les classes de BTS informatique du Lycée Militaire de Saint-Cyr permettent à leurs élèves sélectionnés d'être recrutés comme agents contractuels.

### Corps de fonctionnairesde la DGSE

#### Catégorie A
- Administrateurs (A+) de la direction générale de la Sécurité extérieure[η], recrutés par l'INSP ou sur sélection parmi les agents de catégorie A de la DGSE remplissant des conditions de grade et d'ancienneté.
- Attachés de la direction générale de la Sécurité extérieure (anciennement délégués de la direction générale de la Sécurité extérieure)[θ].
- Inspecteurs (chargés de missions techniques) de la direction générale de la sécurité extérieure, qui ont été intégrés dans le corps des attachés en février 2017[ι].

#### Catégorie B
- Secrétaires administratifs spécialisés[κ],[λ],[81].
- Contrôleurs spécialisés de la direction générale de la Sécurité extérieure[μ].

#### Catégorie C
- Adjoints administratifs de la direction générale de la Sécurité extérieure[ν].
- Agents techniques de la direction générale de la Sécurité extérieure[ξ],[ο],[π].
- Personnel de surveillance de la direction générale de la Sécurité extérieure[ρ].

### Membres publiquement connus
- Denis Allex (pseudonyme), membre du service Action. Capturé puis exécuté en mission par des shebabs en Somalie et détenu en otage pendant trois ans.
- Tony Bachus (pseudonyme) ancien membre du service Action[réf. nécessaire], auteur de Section Gamma, parcours atypique au service de la France.
- Alain Chouet, conseiller technique pour les affaires touchant à l'islam et au terrorisme auprès du directeur du renseignement (1996-1999) puis chef du service de renseignement de sécurité à la DGSE de 2000 à 2001[39].
- Arnaud Danjean, député européen LR. Travaille pour la DGSE pendant les années 1990, chef de poste en Bosnie-Herzégovine.
- Patrick Denaud, journaliste et écrivain, agent de la DGSE de 1994 à 2002[82].
- Louis-Pierre Dillais, homme d'affaires français qui aurait pris part à l'affaire du Rainbow Warrior.
- Maurice Dufresse, auteur de 25 ans dans les services secrets sous le pseudonyme de Pierre Siramy.
- Claude Faure, au SDECE à partir de 1972, puis à la DGSE jusqu'en 2002. Auteur de Aux Services de la République, du BCRA à la DGSE.
- Éric Filiol, cryptanalyste militaire au 44e régiment d'infanterie de 1991 à 1997.
- Daniel Forestier, ancien membre du service Action, assassiné par balles dans des conditions non résolues le 21 mars 2019 en Haute-Savoie[83].
- Alexandre Hollander, ancien du service Action, directeur et fondateur d'Amarante International[84].
- Colonel Thierry Jouan, ancien membre du service Action de la DGSE, auteur de Une vie dans l'ombre[85].
- Alain Juillet, directeur du renseignement de la DGSE (2002-2003).
- Colonel Alain Mafart (alias Alain Turenge), ayant participé à l'affaire du Rainbow Warrior.
- Gérard Royal, frère de Ségolène Royal, membre du service Action ayant participé à l'affaire du Rainbow Warrior[86].
- Xavier Maniguet, médecin-colonel, ayant participé à l'affaire du Rainbow Warrior.
- Pierre Martinet, ancien membre du service Action, dit Florent (alias Vincent Cassard et Vincent Seyriès), auteur de Un agent sort de l'ombre.
- Lieutenant-colonel Bernard Nut, chef de mission à Nice, mort en service à Rigaud, le 15 février 1983.
- Laurent Oudot, réserviste de la DGSE de 2004 à 2010[87], cofondateur de la société Tehtris.
- Éléna Poincet, membre du service Action de la DGSE de 1996 à 2010[87], cofondatrice de la société Tehtris.
- Lieutenant-colonel Dominique Prieur (alias Sophie Turenge), ayant participé à l'affaire du Rainbow Warrior.
- Philippe Rondot, membre du Service Action entre 1965 et 1975.

### Agents supposés
- Philippe de Dieuleveult, disparu en 1985 lors de l'expédition Africa-Raft au Zaïre. Les conditions de sa disparition n’ont toujours pas été élucidées.
- Hervé Jaubert, entrepreneur.
- Gérard de Villiers, écrivain[88].
- Roger Auque, journaliste et diplomate.

### Récompenses et distinctions
Le 14 juillet 2020, toutes les unités militaires de la DGSE reçoivent par arrêté le droit au port de la fourragère aux couleurs de l'ordre de la Libération.

## Budget
Le budget est voté chaque année par le Parlement. Il est constitué d'une part du budget de la Défense de l'État français et de crédits provenant des fonds spéciaux des services du Premier ministre. Ces fonds spéciaux servent à financer certaines activités opérationnelles. Il est à noter que la DGSE est le principal service destinataire des fonds spéciaux (de l'ordre de 80 %, soit une quarantaine de millions d'euros).
Évolution des budgets :
- 1992 : 1 milliard de francs ;
- 1997 : 1,36 milliard de francs ;
- 2007 : 445,4 millions d'euros, plus 36,2 millions d'euros de fonds spéciaux[89] ;
- 2012 : 578,5 millions d'euros, plus 53,9 millions d'euros de fonds spéciaux[90] ;
- 2017 : 825 millions d'euros, plus 50 millions d'euros de fonds spéciaux[91] ;
- 2020 : 707,19 millions d'euros (179,8 millions de dépenses de fonctionnement, 168,2 millions d'investissements, 0,3 million de dépenses d'intervention[92] et 358,89 millions de dépenses de personnel[93]) plus 76,8 millions d'euros de fonds spéciaux[94] ;
- 2021 : 880 millions d'euros[95];
- 2023 : 400 millions d'euros[96].

Selon Claude Silberzahn, ancien directeur général, le budget se répartissait comme suit dans les années 1990 : 25 % renseignement militaire, 25 % renseignement économique et 50 % renseignement diplomatique.[source insuffisante] Le budget du Service technique d'appui en 2000 était de 61 millions d'euros, plus 40 millions d'euros pour le reste du service technique. Selon le spécialiste de la DGSE Jean Guisnel, la montée en puissance du service technique de la DGSE a fait tripler son budget entre 2000 et 2019, le faisant passer de 100 à 300 millions d'euros. Malgré la crise, la loi de programmation militaire (2024-2030) augmente de 60 % les moyens budgétaires des services de renseignement.
Additionnellement, des officiers de la DGSE se voient chargés de la gestion d'un patrimoine clandestin constitué au lendemain de la Première Guerre mondiale par une partie des indemnités que l'Allemagne a versées à la France en application du traité de Versailles de 1919. Ce patrimoine n'est pas destiné, en principe, à financer des opérations de la DGSE, mais à rester disponible pour assurer la continuité de l'État en cas de crise, notamment à financer un gouvernement en exil si le territoire national venait à être en danger, par exemple en cas d'invasion. Il est investi dans le secteur de la mode en 1995. Un investissement sévèrement critiqué par Philippe Rondot. Une note du 9 septembre 2002 de "très graves dysfonctionnements" dans la gestion des fonds secrets de la DGSE dont une partie a disparu. « S'il est normal, que la DGSE dispose d'un trésor de guerre, encore convient-il que celui-ci soit immédiatement disponible en cas de crises ou d'opérations majeures à engager dans l'urgence et qu'il ne serve pas à entretenir, chez quelques correspondants affairistes et mal contrôlés de la DGSE, leurs danseuses... » pointe-t-il. Actionnaire principale depuis 1995, la DGSE a, en effet, des difficultés à gérer - "ce ne sont tout simplement pas des hommes d'affaires" explique un expert. En difficulté après des années de mauvaise gestion des affaires, les investisseurs font appel au groupe dirigé par Alain Duménil en 2004,.

## Affaires judiciaires
En 2025, la DGSE est accusée d'avoir mené une opération d'intimidation auprès du financier Alain Duménil. Son directeur d'alors, Bernard Bajolet, comparaitra, en novembre 2025, devant le tribunal correctionnel de Bobigny pour "complicité de tentative d'extorsion et atteinte arbitraire à la liberté individuelle par personne dépositaire de l'autorité publique".
Le 21 juillet 2025, Claude G., un ancien officier traitant de la DGSE, est interpelé à Strasbourg par l'Office mineurs (Ofmin) dans le cadre d'une enquête pour « traite d’êtres humains aggravée, viols et agressions sexuelles sur mineurs, et captation, importation et diffusion d’images pédopornographiques ». Il est accusé d'avoir commandité des viols filmés de jeunes enfants au Kenya, en se servant de son statut d'officier de la DGSE.

## Anecdote
En mars 2025, une enquête de France 2 et France Info révèle que certaines données, vendues par des data brokers américains, permettent facilement de traquer les personnels autour des centres de la DGSE au Fort de Noisy à Romainville (Seine-Saint-Denis) et à Cercottes (Loiret). La DGSE n'a pas souhaité commenter les résultats de l'enquête mais a affirmé être au courant de l'existence de ces données.

## Opérations connues
- Exploitation du réseau « Nicobar » qui permit à la France de vendre 43 Mirage 2000 à l'Inde et de connaître la composition du blindage du char T-72 soviétique[106]
- Opération « Satanic » : le 10 juillet 1985, une équipe de la DGSE fait exploser dans le port d’Auckland le Rainbow Warrior, bateau de l'organisation Greenpeace, faisant une victime, le photographe néerlandais d'origine portugaise Fernando Pereira (Affaire du Rainbow Warrior).
- Dans les années 1980, la DGSE s'est lancée dans l'espionnage économique. En 1989, le FBI a démantelé un réseau d'agents infiltrés dans des compagnies américaines dont IBM, Texas Instruments et Corning Glass Works[107],[108],[109].
- Tentative de libération d'Íngrid Betancourt, otage aux mains des Forces armées révolutionnaires de Colombie par une équipe de la DGSE au cours de l'opération 14 juillet en juillet 2003[110].
- Libération d'otages : journalistes Christian Chesnot et Georges Malbrunot en Irak le 21 décembre 2004[111], journaliste Florence Aubenas en Irak le 12 juin 2005.
- Le 14 juillet 2009, deux « conseillers » de la DGSE en mission à Mogadiscio, où ils apportaient une aide en matière de sécurité au gouvernement somalien, sont enlevés dans leur hôtel par des shebab, miliciens islamistes. Après un mois et demi de détention, l'un des deux hommes, affirmant se nommer Marc Aubrière, réussit à s'évader dans des circonstances obscures[112].
- Raid de la DGSE en Somalie, le 12 janvier 2013, pour libérer son agent Denis Allex, détenu en captivité depuis trois ans. L'opération se solde par un échec : l'otage français aurait perdu la vie au cours de l'opération, ainsi que deux militaires du service Action de la DGSE lors de l’assaut[113]. Dix-sept miliciens d'Al-Shabbaab ont également été tués dans l'action.
- François Hollande confie dans le livre Un président ne devrait pas dire ça… avoir ordonné au moins quatre « opérations homo » (homicides) sur des terroristes[114],[115].
- Le 24 octobre 2016, trois personnels de la direction technique de la DGSE et deux anciens pilotes du Groupe aérien mixte 56 (l'unité de transport et de liaison de la DGSE), tous de nationalité française, ont péri dans le crash de leur avion ISR (intelligence, surveillance et reconnaissance), loué par la DGSE et la DRM à la société CAE Aviation. Ils devaient effectuer une mission au-dessus de la Libye[116],[117],[118].
- En 2017, la DGSE a mené une enquête et a conclu que la Russie avait tenté d'influencer l'élection présidentielle de 2017 en France, en appuyant les candidats d'extrême droite sur les réseaux sociaux[119].

## Documentaire
- 2024 : DGSE, la fabrique des agents secrets, France 2, Théo Ivanez[120].

## Dans la fiction

### Au cinéma
- 1985 : Le Transfuge
- 1987 : Le Moustachu
- 1989 : Vanille Fraise
- 1989 : L'Union sacrée
- 1990 : Nikita
- 1991 : L'Opération Corned Beef
- 1998 : Godzilla
- 2004 : Agents secrets
- 2004 : Double Zéro
- 2006 : L'Équilibre de la terreur
- 2006 : L'Entente cordiale
- 2008 : Secret défense

### À la télévision
- 2002 : Central Nuit (1 épisode)
- 2008 : Résolution 819 (téléfilm)
- 2008 : Bionic Woman (saison 1, épisode 6 Séjour à Paris)
- 2009 : Plus belle la vie
- 2010 : NCIS : Los Angeles (saison 2, épisode 9 « L'espion qui m'aimait 1/2 »)
- 2012 : No Limit
- 2015 : Zoo
- 2015 : Le Bureau des légendes - Saison 1
- 2016 : Le Bureau des légendes - Saison 2
- 2017 : Le Bureau des légendes - Saison 3
- 2018 : Le Bureau des légendes - Saison 4
- 2019 : Jack Ryan - Saison 1
- 2020 : Le Bureau des légendes - Saison 5

### Dans la littérature
- La trilogie de l'Emprise de Marc Dugain mêle intrigues politiques et services secrets. L'auteur fait de la DGSE la concurrente et la rivale de la DCRI, d'autant plus que les deux organisations soutiennent des personnalités politiques opposées.
- Constantin Melnik, Des services « très » secrets, Paris, Éditions de Fallois, 1989, 323 p. (ISBN 2-87706-032-2).
- Les romans de Vladimir Volkoff mettent très souvent en scène des agents de la DGSE ou du SDECE, notamment :
  - Le Retournement ;
  - Le Berkeley à cinq heures ;
  - L’Enlèvement ;
  - Le Complot.
- Dans la série de fantasy de Michael Scott, Les Secrets de l'immortel Nicolas Flamel, les agents de la DGSE apparaissent et sont souvent cités. Le directeur fictif de cette agence, Nicolas Machiavel, est un des personnages principaux du second tome Le Magicien.
- La Théorie Gaïa de Maxime Chattam : les héros de ce roman se retrouvent mêlés à un affrontement entre la DGSE et le BND, son homologue allemand.
- Citoyens clandestins de DOA : roman noir impliquant entre autres la DGSE.
- L'action secrète de la DGSE, notamment dans le cadre des trafics d'armes vers différents continents, est au cœur de l'intrigue du roman Le Premier Principe - Le Second Principe de Serge Bramly.
- Guerres secrètes sur la Côte de Jean-Marie Tarragoni met en scène, sur fond d'affaires locales, la mission d'un préfet appuyé par un dirigeant occulte des services secrets et d'un agent de la DGSE. Ils sont confrontés à divers ennemis, manipulés par les services secrets de pays de l'Est dans les années 1980. C'est également une évocation du réseau « Glaive » et des « affaires niçoises » du temps de Jacques Médecin.
- Les Confessions de l'ombre de Pierre Boussel, postface signée par Alain Chouet, ancien chef du service de renseignement de sécurité de la DGSE, paru aux éditions Kéro, 2013.
- Route des Zaërs de Guillaume Jobin, paru chez Éditeur de Talents, 2015, Casablanca et Route d'Anfa, paru chez Casa-Express (Rabat) en 2016. Les deux romans mettent en scène un agent français de la DGSE au Maroc.
- Dans Jeux de guerre, roman de Tom Clancy paru en 1987, un membre de la DGSE remercie et aide la CIA après la découverte par Jack Ryan d'un camp d'entraînement d'Action directe.
- Dans Pour rien au monde, roman de Ken Follet paru en 2021, Tabdar Sadoul, agent de la DGSE en poste au Tchad, rencontre Tamara Levit de la CIA. Ils tentent ensemble d'arrêter les terroristes de l'EIGS.
- Les thrillers géopolitiques "Fétiches Kongo" et "Opération Némésis\K" de Christophe Corvaisier mettent amplement en scène des agents de la DGSE ou du renseignement militaire.

#### Histoire
- Gérald Arboit, Des services secrets pour la France : Du Dépôt de la Guerre à la DGSE, 1856-2013, préface du général (2e s.) Michel Masson,, Paris, CNRS Éditions, 2014, 444 pages (ISBN 978-2-2710-8038-7).
- Claude Faure, Aux services de la République : du BCRA à la DGSE, Paris, Fayard, 2004, 782 p. (ISBN 2-213-61593-4).
- Pascal Junghans, Les services de renseignements français, Paris, Edmond Dantès, coll. « De l'ombre à la lumière », 2006, 120 p. (ISBN 978-2-35372-003-3).
- Roger Faligot et Pascal Krop, La piscine : Les services secrets français, 1944-1984, Paris, Seuil, coll. « L'Épreuve des faits » (no 10), 1985, 426 p. (ISBN 2-02-008743-X).
- Pascal Krop, Les secrets de l'espionnage français de 1870 à nos jours, Paris, Jean-Claude Lattès, 1993, 880 p. (ISBN 2-7096-1315-8).
- Jean-Christophe Notin, La guerre de l'ombre des Français en Afghanistan : 1979-2011, Fayard, 2011, 934 p. (ISBN 978-2-213-65496-6)L'auteur relate les opérations menées par la DGSE en Afghanistan depuis l'invasion de l'URSS en 1979.
- Sophie Merveilleux du Vignaux, Désinformation et services spéciaux, Paris, Éditions du Rocher, coll. « Désinformation », 2007, 241 p. (ISBN 978-2-268-06117-7).
- Roger Faligot, Jean Guisnel et Rémi Kauffer, Histoire politique des services secrets français : De la Seconde Guerre mondiale à nos jours, Paris, La Découverte, 2013 (ISBN 9782707177711 et 9782707178565).
- Jean-Christophe Notin, La guerre de la France au Mali, Tallandier, 2014 (ISBN 979-10-210-0456-6)L'auteur consacre une partie de l'ouvrage aux opérations menées par la DGSE de 2009 à 2012.
- Jean Guisnel, Histoire secrète de la DGSE, Paris, Robert Laffont, 2019, 378 p. (ISBN 978-2-221-24028-1).

#### Témoignages d'agents
- Patrick Denaud, Le silence vous gardera : journaliste et agent secret, Paris, édition des Arènes, 2013, 264 p. (ISBN 978-2-35204-238-9).
- Omar Nasiri (trad. de l'anglais), Au cœur du djihad : Mémoires d'un espion infiltré dans les filières d'Al-Qaïda [« Inside the Jihad: My Life with Al Qaeda »], Paris, Flammarion, 2006, 445 p. (ISBN 2-08-069059-0).

#### Témoignages d'officiers de renseignement
- Jean Augé et Jérôme Marchand, Afrique Adieu: Mémoires d'un officier du secteur Afrique noire de la DGSE, Paris, Mareuil Édition, 2024, 327 p. (ISBN 2-372543482).
- Dominique Fonvielle et Jérôme Marchand, Mémoires d’un agent secret, Paris, Flammarion, 2002, 405 p. (ISBN 2-08-068348-9).
- Stéphane Gillier, 65-84 : roman, Paris, éditions Phébus, 2014, 171 p. (ISBN 978-2-7529-0987-9) (roman).
- Hervé Jaubert, Il n'y a plus de secrets dans les services : les révélations d'un officier de la DGSE, Paris, Odilon-Media, 1995, 246 p. (ISBN 2-84213-003-0).
- Pierre Lethier, Argent secret : L'espion de l'affaire Elf parle, Paris, Albin Michel, 2001, 252 p. (ISBN 2-226-12186-2).Une centaine de pages sont consacrées à la carrière de l'auteur dans le SDECE/DGSE ; il fut notamment assistant du directeur général de 1981 à 1988.
- Jean-François Lhuillier, L'homme de Tripoli - Mémoires d'agent secret, Mareuil Editions, 2023, 357 p. (ISBN 978-2-37254-287-6).Mémoires du chef de poste en Libye pendant les années 2000 et jusqu'à la chute du colonel Kadhafi en 2011.
- Thierry Lorho, Profession Caméléon : De la DGSE à l'intelligence économique, Paris, Fayard, 2015, 334 p. (ISBN 978-2-213-68194-8).
- Olivier Mas, Profession espion, Hoëbeke, 2019, 208 p. (ISBN 978-2-842-30717-2)
- Olivier Mas, J'étais un autre et vous ne le saviez pas, L'Observatoire, 2021 (ISBN 979-1-032-90681-1).
- Jean-Christophe Notin, Les Guerriers de l'ombre, Paris, Tallandier, 2017, 267 p. (ISBN 979-10-210-0748-2)Ouvrage consacré aux agents clandestins de la DGSE.
- Pierre Siramy et Laurent Léger, 25 ans dans les services secrets, Paris, Flammarion, 2010, 341 p. (ISBN 978-2-08-123261-7).
- Richard Volange, Espion 44 ans à la DGSE, Talent Editions, 2023, 288 p. (ISBN 978-2-378-15302-1)
- François Waroux, James Bond n'existe pas : Mémoires d'un officier traitant, Paris, Mareuil, 2017, 215 p. (ISBN 978-2-37254-055-1).

#### Témoignages de directeurs généraux
- Pierre Lacoste, Alain-Gilles Minella (dir.) et Perrine Simon-Nahum, Un amiral au secret, Paris, Flammarion, 1997, 220 p. (ISBN 2-08-067416-1).
- Pierre Marion, La Mission impossible : à la tête des services secrets, Paris, Calmann-Lévy, 1991, 259 p..
- Pierre Marion, Mémoires de l'ombre : Un homme dans les secrets de l’État, Paris, Flammarion, 1999, 299 p. (ISBN 2-08-067692-X).
- Claude Silberzahn et Jean Guisnel, Au cœur du secret : 1 500 jours aux commandes de la DGSE (1989-1993), Paris, Fayard, 1995, 330 p. (ISBN 2-213-59311-6).
- Christophe Cornevin et Jean Chichizola, « Bernard Émié, directeur général de la sécurité extérieure, explique comment la DGSE, qui célèbre un double anniversaire, fait face à l'épreuve de la guerre en Ukraine », Le Figaro, no 24210,‎ 23 juin 2022 (lire en ligne, consulté le 23 juin 2022).

### Exposition
- « Les agents secrets du général : Les Compagnons de la Libération dans la lutte clandestine (1940-1944) », exposition présentée au musée de l'ordre de la Libération, en l'Hôtel des Invalides, du 23 juin au 16 octobre 2022, organisée par l'Ordre de la Libération et la DGSE, sur ordredelaliberation.fr (consulté le 4 juillet 2022).